# Dig It
Dig It és una cançó de The Beatles, publicada l'any 1970 al seu àlbum Let It Be. La cançó és una de les poques acreditada a Lennon/McCartney/Harrison/Starr; les altres són "Flying" del Magical Mystery Tour, "Suzy Parker " del film Let It Be, "12-Bar Original" del Anthology 2, i la versió de "Free as a Bird".
Aquesta cançó, juntament amb "Maggie Mae", són les úniques cançons de l'àlbum que no van ser incloses en el Let It Be... Naked, sent reemplaçades per "Don't Let Me Down". L'enginyer i productor Glyn Johns, contractat per a les sessions de l'àlbum (conegut com a Get Back), va realitzar diverses versions i mescles de l'àlbum, totes rebutjades per la banda. La mescla de maig de 1969 incloïa una versió de "Dig It" de 3:59, que va ser reduïda de forma dràstica per Phil Spector per a la versió final de l'àlbum.
Amb tan sols 49 segons, és la tercera cançó més curta de The Beatles, només superada per "Maggie Mae" amb 40 segons, també inclosa en l'àlbum Let It Be, i "Her Majesty" amb 23 segons, de l'àlbum Abbey Road.

## Enregistrament
Es van gravar diverses versions durant les sessions Get Back/Let It Be, els dies 24, 26, 27, 28, i 29 de gener de 1969, en els estudis Apple a 3 Saville Row, Londres.
La versió de 49 segons de l'àlbum és un extracte de la versió del 26 de gener, que va ser una Jam session de 12 minuts que va seguir a una altra jam de "Twist and Shout". Una part d'aquesta jam pot veure's en el film Let It Be, amb John Lennon a la guitarra baix i la veu, George Harrison a la guitarra, Paul McCartney al piano, Billy Preston a l'òrgan i la petita de 6 anys Heather, filla de Linda Eastman amb el seu anterior marit, que no surt a la versió final.
Al principi de la jam session, Lennon canta la lletra amb petites aportacions d'Harrison, mentre que Heather canta la melodia. Quan la sessió comença a decaure, Lennon anima als altres a seguir. Paul afegeix un cor amb veu de baríton, cantant "dig it up", i algunes variacions, i Lennon comença a repetir "Like a rolling stone", que continua fins a la part dels personatges famosos, esmentant al FBI, la CIA, la BBC, B.B. King, Doris Day i Matt Busby, repetint "dig it" al final.
La versió de l'àlbum comença amb el segon "like a rolling stone" de Lennon, i acaba amb ell mateix dient en falset: "That was 'Can You Dig It?' by Georgie Wood, and now we'd like to do 'Hark, The Angels Come' " (això era Can You Dig It?, per Georgie Wood, i ara ens agradaria fer Hark, The Angels Come -nadala popular en anglès-). Aquesta última frase és de la versió gravada el 24 de gener. Aquesta versió era molt diferent, descrita per Doug Suply i Ray Schweighardt com "una mescla entre la tradicional The Sailor's Hornpipe -la cançó de Popeye, entre altres versions- i una interpretació lenta del Batman de Neal Hefti". Una part d'aquesta versió del 24 de gener pot trobar-se en el disc bonus "Fly on the Wall" del Let It Be... Naked.
Una versió en acústic apareix en el bootleg John Lennon's 31st Birthday Party, inclòs en "The Complete Lennon Tapes", que inclou a Phil Spector i a Ringo Starr, i és un popurri entre "Twist and Shout", "Louie Louie", i una forta influència de "Like a Rolling Stone" de Bob Dylan.

## Interprets
Hi intervenen:
- John Lennon — veu, guitarra, baix de 6 cordes
- Paul McCartney — piano, cors
- George Harrison — guitarra elèctrica, cors
- Ringo Starr — bateria
- Billy Preston — òrgan
- George Martin — percussió